# Liste der Monuments historiques in Saint-Léon (Allier)
Die Liste der Monuments historiques in Saint-Léon (Allier) führt die Monuments historiques in der französischen Gemeinde Saint-Léon auf.

## Liste der Objekte
| Bezeichnung                                                                     | Beschreibung                                 | Standort                                | Kennzeichnung | Schutzstatus | Datum | Bild |
| ------------------------------------------------------------------------------- | -------------------------------------------- | --------------------------------------- | ------------- | ------------ | ----- | ---- |
| Skulptur Unterweisung Mariens (Fotos in der Base Palissy)                       | Holz, polchrom gefasst, 18. Jahrhundert      | in der Kirche St-Cosme-St-Damien (Lage) | PM03000611    | Classé       | 1990  |      |
| Skulptur Madonna mit Kind (Fotos in der Base Palissy)                           | Keramik, 1704                                | in der Kirche St-Cosme-St-Damien (Lage) | PM03000444    | Classé       | 1918  |      |
| Pietà (Fotos in der Base Palissy)                                               | Holz, polychrom gefasst, 16./17. Jahrhundert | in der Kirche St-Cosme-St-Damien (Lage) | PM03000613    | Classé       | 1990  |      |
| Vier Skulpturen: drei Evangelisten und eine Heilige (Fotos in der Base Palissy) | Eichenholz, 16./17. Jahrhundert              | in der Kirche St-Cosme-St-Damien (Lage) | PM03000612    | Classé       | 1990  |      |
| Weihwasserbecken (Fotos in der Base Palissy)                                    | Stein, 1677                                  | in der Kirche St-Cosme-St-Damien (Lage) | PM03001445    | Inscrit      | 1989  |      |